# Pulpe de betterave

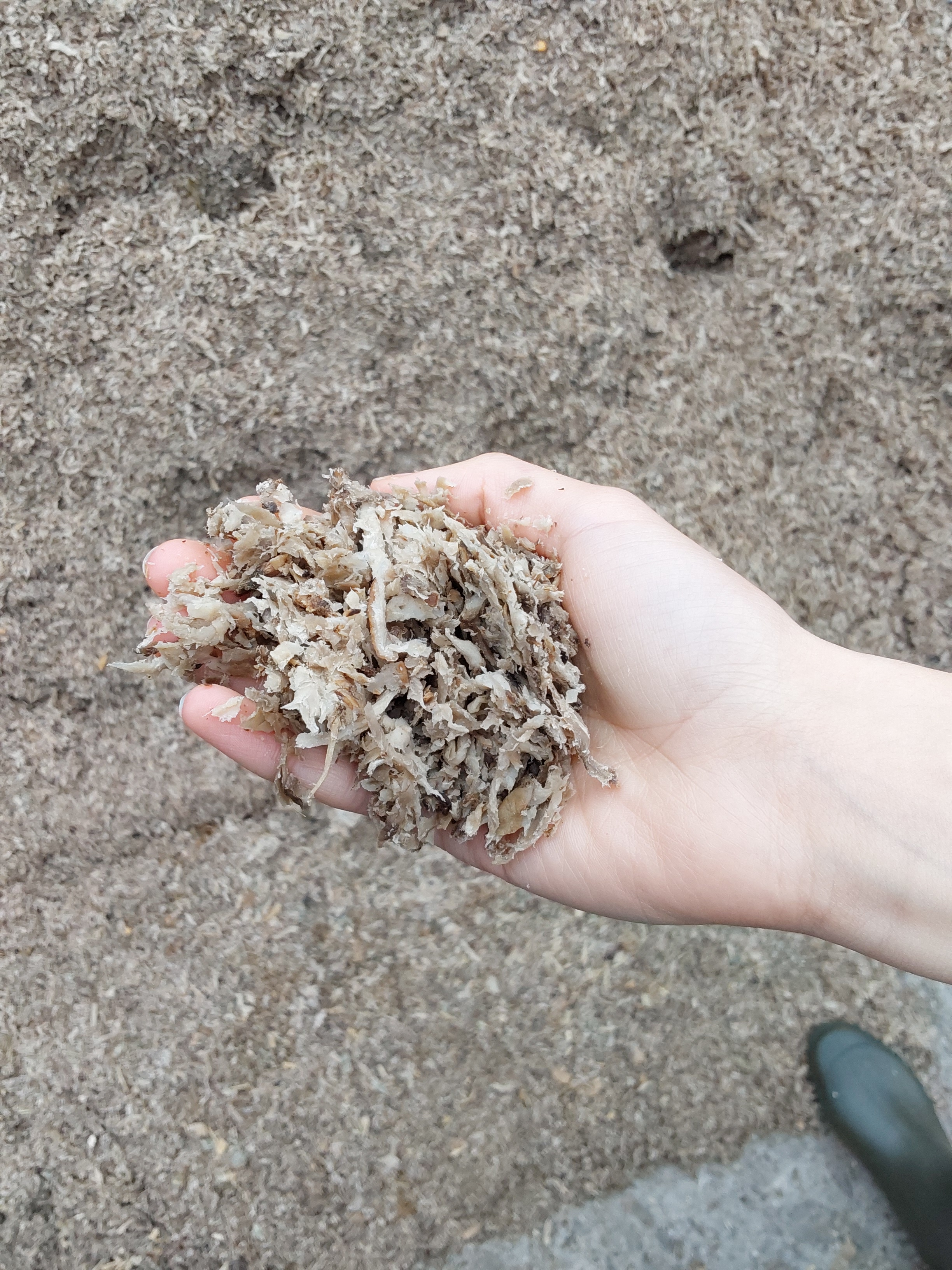
De la pulpe de betterave ensilée dans un élevage bovin laitier.

La pulpe de betterave est un sous-produit de l'industrie sucrière dans les régions tempérées. En effet, la principale source de sucre alimentaire dans ces régions est la betterave sucrière. Lors de l'extraction du sucre, les racines tubérisées sont râpées grossièrement  et le jus sucré est récupéré par osmose. Le résidu riche en cellulose digestible prend le nom de pulpe de betterave et peut être utilisé en alimentation animale pour les ruminants (seuls capables grâce aux bactéries de leur panse de digérer la cellulose).
Il peut être utilisé sous forme de pulpes fraîches riches en eau (15 à 20 % de matière sèche) et doit être en général ensilé ou sous forme de pulpes déshydratées conditionnées en « bouchons » qui peuvent ainsi être incorporées à des aliments composés.
La pulpe de betterave est une excellente source de cellulose digestible et de sucres solubles pour les ruminants. Son utilisation sous forme fraîche pour l'alimentation des vaches laitières dont le lait est transformé en fromage est cependant délicate à cause de la présence fréquente de spores de bactéries butyriques (contamination par la terre et conditions de stockage), facteurs de mauvais goûts et d'éclatement des fromages.

## Origine et processus de fabrication
La pulpe de betterave est un sous-produit de la fabrication industrielle de sucre ou de bioéthanol à partir de betterave.

## Présentation sous différentes formes

### Pulpe déshydratée
Les ateliers spécialisés dans la déshydratation de la luzerne peuvent élargir leur champ d'activité et leur période de fonctionnement en déshydratant également de la pulpe de betterave.

## Composition et valeur alimentaire

### Composition chimique
La composition de la pulpe de betterave est très variable d'une pulpe à l'autre, et seule sa teneur maximale en cendres insolubles dans l'acide chlorhydrique est réglementée, et ne doit pas excéder 4,5 % de la matière sèche.

## Production et économie

### Un sous-produit qui reste propriété du planteur
La pulpe de betterave a la particularité de rester la propriété du planteur après avoir été obtenue. Cela complique l'accès à ce sous-produit pour les éleveurs qui ne produisent pas de betterave.

## Utilisation

### Alimentation des bovins
La pulpe permet un apport énergétique important pour un encombrement relativement faible. Elle est principalement utilisée pour l'alimentation des bovins en substitution des fourrages. Elle est ainsi largement utilisée à l’engraissement en substitution de l’ensilage de maïs.
Elle est aussi utilisée massivement dans l'alimentation animale, notamment dans la nourriture sèche.[réf. nécessaire]